# 陈氏新银鱼
陈氏新银鱼（学名：Neosalanx tangkahkeii），也稱為水晶魚、小銀魚、白饭鱼、太湖短吻银鱼或太湖新銀魚，为輻鰭魚綱胡瓜魚目银鱼科新银鱼属的鱼类，是中国的特有物种。分布于福建、广东、广西沿海及江苏太湖等地，模式产地在厦门。近年因移殖，滇池、微山湖、千岛湖等淡水湖泊和水库也有分布。體長可達7.6公分，棲息在底層水域，生活習性不明。
种加词tangkahkeii用以纪念厦门大学的创立者陈嘉庚（Tan Kah Kee）。
该鱼为名贵鱼种，经济效益、产量均较高，但移殖于新的生境亦具有潜在的生态风险。